# Wilhelm Sagebiel
Wilhelm Sagebiel (* 9. Dezember 1855 in Latferde bei Hameln; † 24. März 1940 in Braunschweig) war ein deutscher Bildhauer.

## Leben
Er war Sohn des Drechslermeisters Wilhelm Sagebiel und seiner Ehefrau, geb. Laub aus Bodenwerder. Er besuchte die Bürgerschule in Bodenwerder und erlernte von 1869 bis 1872 die Drechslerei bei seinem Vater und Großvater. Nach Abschluss der Lehre arbeitete er von 1873 bis 1877 in verschiedenen Branchen des holzverarbeitenden Handwerks. Nach Lehr- und Wanderjahren ließ er sich 1883 als Meister in Braunschweig nieder, heiratete 1886 und gründete eine Familie.
Er hatte sieben Kinder. Sein Sohn Karl (1891–1943) war ebenfalls Bildhauer und gestaltete das Raabe-Denkmal in Eschershausen. Sein Sohn Ernst (1892–1970) war Architekt und schuf unter anderem das Reichsluftfahrtministerium in Berlin (heute Bundesfinanzministerium) und das Flughafengebäude Tempelhof in Berlin. Sein Sohn Georg (1897–1946) war ebenfalls Architekt und Leiter des Entwurfsbüros beim Luftkreiskommando III.
Wilhelm Sagebiel verstarb am 24. März 1940 hochgeehrt in Braunschweig.
Sagebiel war zunächst in Bremen, Hannover, Stuttgart und München tätig, bevor er 1883 in Braunschweig eine Bildhauerwerkstatt eröffnete. Er war überregional tätig und schuf z. B. Werke für die Kaiser-Wilhelm-Gedächtniskirche in Berlin sowie für den Erfurter Dom.
Wilhelm Sagebiel führte zwischen 1879 und 1915 ein Verzeichnis seiner Werke. Danach schuf er für rund 90 Kirchen vorwiegend liturgische Ausstattungen wie Kanzel und Altar, aber auch Patronatsgestühl und Orgelgehäuse. Sein Hauptwerkstoff ist Eichenholz, auch kombiniert mit Sandstein, Marmor und Kalkstein. Sagebiel wirkte mit einigen bekannten Architekten und Baumeistern, wie Hans Pfeifer, Bernhard Kühn, August Menken, Max Spitta und Franz Heinrich Schwechten eng zusammen. Gelobt wurden seine meisterhaft ausgeführte Bildhauerarbeit, seine figürlichen Darstellungen und seine ornamentalen Arbeiten. Er konnte sehr treffend seine Werke in der vorgegebenen Stilrichtung anfertigen. Wilhelm Sagebiel führte seine Arbeiten nach vorgelegten, aber auch nach eigenen Entwürfen aus. In Würdigung seiner Leistungen ernannte ihn der Regent von Braunschweig, Prinz Albrecht, 1895 zum herzoglichen Hofbildhauer.

## Werke (Auswahl)

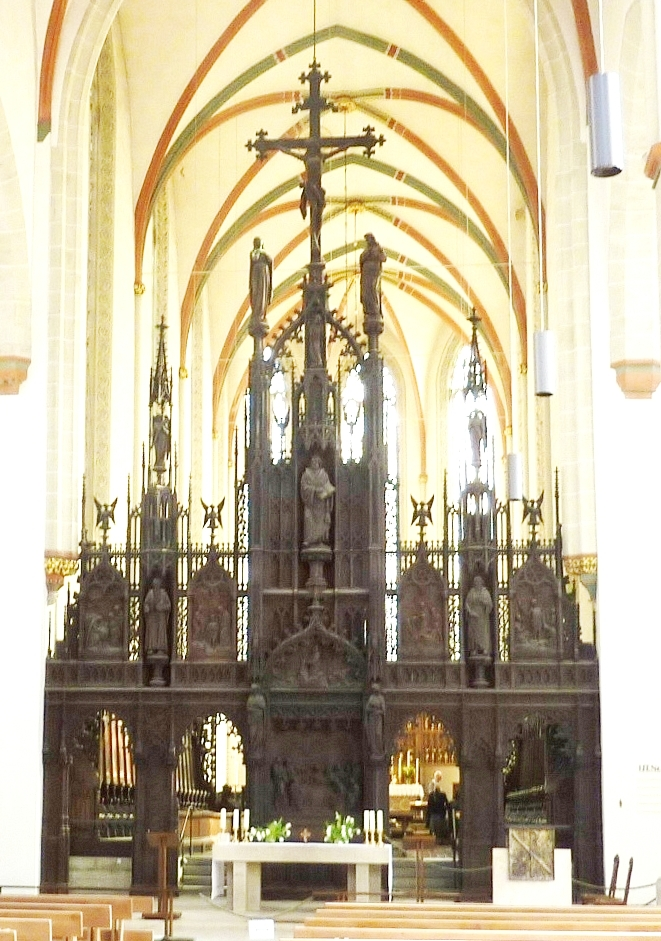
Lettner in der Braunschweiger Brüdernkirche

### Stadt Braunschweig
- Sein Hauptwerk in Braunschweig ist der über mehrere Jahre entstandene neugotische Lettner aus Eichenholz, der 1904 in der Brüdernkirche aufgestellt wurde.[7]
- Er schuf 1883 bzw. 1886 für die im Städtischen Museum ausgestellte Lettnerkunstuhr aus der Brüdernkirche Statuen und Gehäuse.
- Für die Klosterkirche Riddagshausen ergänzte er Teile des Taufdeckels und der Kanzel.[8]
- Seine Arbeiten für den Braunschweiger Dom und die Andreaskirche, eine Kanzel im Neorenaissance-Stil, sind nicht erhalten.

### Außerhalb Braunschweigs
- Für die Lutherkirche in Bad Harzburg fertigte Sagebiel den Taufstein, die Kanzel, den Altar und das Relief über dem Hauptportal, das den Namensgeber der Kirche zeigt: Luther, zum Volke predigend.[9]
- Für den Bismarckturm in Bodenwerder schuf er ein über dem Eingang angebrachtes Bismarck-Medaillon aus weißem Sandstein.[10]
- Für die St.-Antonius-Kirche in Hasselfelde wurden Altar und Kanzel in neugotischem Stil gefertigt.
- In der Lutherkirche in Holzminden stammt der Altaraufsatz von Sagebiel. Dargestellt ist die Ablösung des alttestamentlichen Opferkultes durch den Kreuzestod Christi.[11]
- Für die Lutherkirche in Soltau fertigte er den Altar und die Kanzel an.[12]

### Berlin und Umgebung
Die Kunstwerke von Wilhelm Sagebiel sind noch in 9 von ursprünglich 13 Kirchen erhalten: Immanuelkirche, Stephanuskirche, Friedenskirche Berlin-Grünau, Dorfkirche Gröben, Martin-Luther-Kirche in Fürstenwalde-Süd, Gnadenkirche, Simeonskirche, St.-Johannes-Basilika und Kirche am Südstern. Die Evangelische Friedenskirche in Berlin-Grünau besitzt einen von Sagebiel aus Eichenholz geschnitzten Altaraufsatz mit Kruzifix.